# 自由場
物理学では、自由場とは、相互作用のない場のことを言い、運動項と質量項により記述される。

## 記述
古典物理学では、自由場(free field)は、場の運動方程式が線型偏微分方程式(PDE)によって与えられる場合を言う。そのような線型偏微分方程式は、初期条件を与えられると一意的な解をもつ。
場の量子論では、作用素に値を持つ超函数(operator valued distribution)が自由場であるということは、同じ古典場（つまり作用素ではない）に対応する同じ線型偏微分方程式の場合があり、二次多項式のラグラジアンについてのオイラー＝ラグランジュ方程式となっている線型PDEを満たすような場のことを言う。この超函数の微分を、テスト函数の微分と定義することが可能である。詳細はシュワルツ超函数を参照。通常の超函数を扱うのではなく、作用素に値を持つ超函数を扱うので、これらの線型PDEは、状態により拘束されているのではなく、代わりに乱された場の間の関係式により記述されている。線型PDEとは別に、作用素も、交換/反交換関係式を満たす。

## 正準交換関係
基本的に、相互作用のある場の交換関係はボゾンに対して、反交換関係はフェルミオンに対して与えられ、双方のテスト函数の上を渡る PDE の（実際は函数ではなく、超函数の）場のペイエールのブラケット(Peierls bracket)の i 倍である。これはCCR/CAR代数(CCR/CAR algebra)の形を持っている。
無限自由度を持つ CCR/CAR 代数は、多くの非同値な既約なユニタリ表現を持っている。理論をミンコフスキー空間上で定義しようとすると、いつも必要なわけではないが、真空状態を持っているユニタリな既約表現を選ぶ必要がある。

## 例
φ を作用素に値を持つ超函数とし、（クライン・ゴルドン）偏微分方程式を
{\displaystyle \partial ^{\mu }\partial _{\mu }\phi +m^{2}\phi =0}.
とする。これはボゾン場である。この超函数をペイエールのブラケット(Peierls bracket) Δ により与えられた超函数と言う。すると、
{\displaystyle \{\phi (x),\phi (y)\}=\Delta (x;y)}
となる。ここに、φ は古典場で {,}（コンマ）ペイエールのブラケットである。
すると、正準交換関係 (CCR) は、
{\displaystyle [\phi [f],\phi [g]]=i\Delta [f,g]\,}.
である。Δ が 2つの引数を持つ超函数であるので、乱されることがある。
同じことであるが、次の式も強調しておく。 
{\displaystyle {\mathcal {T}}\{[((\partial ^{\mu }\partial _{\mu }+m^{2})\phi )[f],\phi [g]]\}=-i\int d^{d}xf(x)g(x)}
ここに {\displaystyle {\mathcal {T}}} は時間順序積作用素で、f と g のサポートは空間的に(spacelike)に分離されていると
{\displaystyle [\phi [f],\phi [g]]=0}
となる。

## 参照項目
- 正規順序積
- ウィックの定理